# Ian Dury

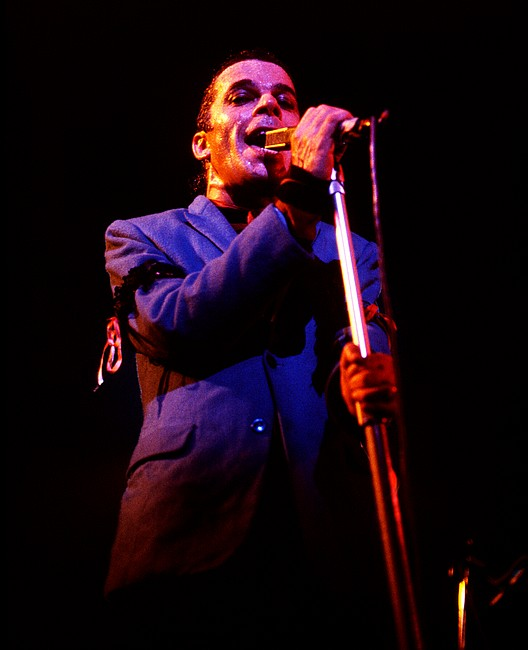
Ian Dury, 1978

Ian Dury (* 12. Mai 1942 in Harrow, Middlesex; † 27. März 2000 in London) war ein englischer Sänger, Songwriter und Schauspieler.

## Leben
Dury, der selbst behauptete, in Upminster (Essex) geboren zu sein, war seit seinem siebten Lebensjahr wegen einer Kinderlähmung gehbehindert. Bis zum Alter von 16 Jahren besuchte er bis zum O-Level die „Chailey Heritage Craft School“, um dann auf dem Walthamstow College of Art bei Peter Blake Kunst zu studieren. Dort lernte er Terry Day kennen, der ihn für Musik begeisterte und mit dem er einen studentischen Jazzclub gründete.
Nach dem Gewinn eines Stipendiums konnte er ab 1964 seine Studien am Royal College of Art bei Blake fortsetzen. 1967 nahm er an einer Gruppenausstellung, Fantasy and Figuration, teil, gemeinsam mit Pat Douthwaite, Herbert Kitchen und Stass Paraskos im Institute of Contemporary Arts in London. Seit 1967 lehrte er Kunst an verschiedenen Colleges in Südengland. Daneben war er als Graphiker tätig; so illustrierte er die britische Ausgabe von A. B. Spellmans Four Lives in the Bebop Business; in den frühen 1970er Jahren war er für The Sunday Times tätig.
Mit seiner Ehefrau Elizabeth „Betty“ Rathmell hatte er zwei Kinder, Jemima und Baxter Dury.
Ian Dury starb 2000 im Alter von 57 Jahren im Kreis seiner Familie an Darmkrebs. Nach seiner Einäscherung im Golders Green Crematorium wurde seine Asche von seiner Familie in die Themse gestreut.

### Musikalische Laufbahn
Seine musikalische Karriere begann Dury 1970 mit der Band Kilburn and the High Roads, zunächst unterstützt von Day und weiteren Musikern aus der People Band, die ab 1973 große Anerkennung als Pub-Rock-Band erhielt. Einem größeren Publikum bekannt wurde er aber erst in der zweiten Hälfte der 1970er Jahre mit der Band „Ian Dury and the Blockheads“. Mit dieser hatte er zwei große Hits, die beide weltweit mehr als eine Million Mal verkauft wurden, nämlich Hit Me with Your Rhythm Stick, eine Nummer eins in Großbritannien, und den Rock-Klassiker Sex and Drugs and Rock and Roll. Weitere Top-10-Hits waren What a Waste (1978) und Reasons to Be Cheerful (Part 3) (1979).
Die Band trat auch in Deutschland erfolgreich auf (unter anderem 1978 im Rockpalast und auf der Freilichtbühne im Hamburger Stadtpark).
Ian Dury sang mit seinem unverwechselbaren Cockney-Akzent vorwiegend selbst geschriebene Lieder, die teils klamaukhaft (Take your elbow out of the soup, you’re sitting on the chicken), teils zärtlich (Wake up and make love with me), teils nachdenklich (My old man), immer aber voller Wortwitz waren. In Spasticus Autisticus witzelte er auch über seine eigene Behinderung.
Anfang der 1980er Jahre löste Ian Dury die Band auf, veröffentlichte nur noch gelegentlich Platten und wandte sich der Schauspielerei zu. So spielte er Nebenrollen, unter anderem in Der Koch, der Dieb, seine Frau und ihr Liebhaber von Peter Greenaway, Piraten von Roman Polański, Judge Dredd von Danny Cannon (mit Sylvester Stallone) und eine Hauptrolle in Brennende Betten von Pia Frankenberg. Außerdem schrieb er Musicals, von denen Apples im Londoner Royal Court Theatre aufgeführt wurde, und 1985 den Titelsong zu der Fernsehserie The Secret Diary of Adrian Mole, Aged 13¾, den er auch selbst sang. 1999 nahm er zusammen mit Madness den Song Drip Fed Fred für das Madness Comebackalbum Wonderful auf.
In den 1990er Jahren war Dury als UNICEF-Botschafter aktiv.
2010 wurde sein Leben mit Andy Serkis in der Hauptrolle unter dem Titel Sex & Drugs & Rock & Roll verfilmt.

## Diskografie

### Alben
| Jahr | Titel Musiklabel                                    | Höchstplatzierung, Gesamtwochen, AuszeichnungChartplatzierungen (Jahr, Titel, Musiklabel, Platzierungen, Wochen, Auszeichnungen, Anmerkungen) | Höchstplatzierung, Gesamtwochen, AuszeichnungChartplatzierungen (Jahr, Titel, Musiklabel, Platzierungen, Wochen, Auszeichnungen, Anmerkungen) | Höchstplatzierung, Gesamtwochen, AuszeichnungChartplatzierungen (Jahr, Titel, Musiklabel, Platzierungen, Wochen, Auszeichnungen, Anmerkungen) | Höchstplatzierung, Gesamtwochen, AuszeichnungChartplatzierungen (Jahr, Titel, Musiklabel, Platzierungen, Wochen, Auszeichnungen, Anmerkungen) | Anmerkungen            |
| Jahr | Titel Musiklabel                                    | DE | AT | UK | US | Anmerkungen            |
| ---- | --------------------------------------------------- | --- | --- | --- | --- | ---------------------- |
| 1977 | New Boots and Panties!! Stiff                       | DE29 (7 Wo.)DE | — | UK5 Platin · (89 Wo.)UK | US168 (5 Wo.)US |                        |
| 1979 | Do It Yourself Stiff                                | DE23 (5 Wo.)DE | — | UK2 Gold · (19 Wo.)UK | US126 (6 Wo.)US | mit The Blockheads     |
| 1980 | Laughter Stiff                                      | — | — | UK48 Silber · (3 Wo.)UK | US159 (4 Wo.)US | mit The Blockheads     |
| 1981 | Lord Upminster Polydor                              | — | — | UK53 (4 Wo.)UK | — |                        |
| 1984 | 4.000 Week’s Holiday Polydor                        | — | — | UK54 (2 Wo.)UK | — | mit The Music Students |
| 1998 | Mr. Love Pants CNR Music / FM Records               | — | — | UK57 (2 Wo.)UK | — |                        |
| 2002 | Ten More Turnips from the Tip Ronnie Harris Records | — | — | UK60 (1 Wo.)UK | — | mit The Blockheads     |

Weitere Alben
- 1978: Wotabunch! (Kilburn and the High Roads feat. Ian Dury)
- 1981: BBC Rock Hour #215 (mit The Blockheads)
- 1983: Upminster Kids (Kilburn and the High Roads feat. Ian Dury)
- 1989: Apples
- 1991: Warts ’n’ Audience (Live: 22 December 1990) (mit The Blockheads)
- 1992: The Bus Driver’s Prayer & Other Stories
- 1999: The Slippery Ballerina (mit Moe Tucker, Wreckless Eric, Col. Bruce Hampton, Rick Richards, Bobby Byrd, Kevn Kinney und Susan Cowsill)
- 2001: Straight from the Desk (Live) (mit The Blockheads)
- 2012: Live at Rockpalast (mit The Blockheads)

### Kompilationen
| Jahr | Titel                                                | Höchstplatzierung, Gesamtwochen, AuszeichnungChartplatzierungen (Jahr, Titel, Platzierungen, Wochen, Auszeichnungen, Anmerkungen) | Höchstplatzierung, Gesamtwochen, AuszeichnungChartplatzierungen (Jahr, Titel, Platzierungen, Wochen, Auszeichnungen, Anmerkungen) | Höchstplatzierung, Gesamtwochen, AuszeichnungChartplatzierungen (Jahr, Titel, Platzierungen, Wochen, Auszeichnungen, Anmerkungen) | Höchstplatzierung, Gesamtwochen, AuszeichnungChartplatzierungen (Jahr, Titel, Platzierungen, Wochen, Auszeichnungen, Anmerkungen) | Anmerkungen        |
| Jahr | Titel                                                | DE | AT | UK | US | Anmerkungen        |
| ---- | ---------------------------------------------------- | --- | --- | --- | --- | ------------------ |
| 1999 | Reasons to Be Cheerful – The Very Best Of            | — | — | UK40 Gold · (4 Wo.)UK | — | mit The Blockheads |
| 2010 | Sex & Drugs & Rock & Roll – The Essential Collection | — | — | UK51 (2 Wo.)UK | — | mit The Blockheads |

Weitere Kompilationen
- 1977: The Best Of (Kilburn and the High Roads feat. Ian Dury)
- 1978: Billy Bentley (Kilburn and the High Roads feat. Ian Dury)
- 1981: Jukebox Dury (mit The Blockheads)
- 1982: Greatest Hits (mit The Blockheads; UK: Silber)
- 1995: The Best of Ian Dury
- 1996: Reasons to Be Cheerful (mit The Blockheads; 2 CDs)
- 2006: Essex Boy: An Introduction To
- 2007: Live (mit The Blockheads)
- 2014: The Studio Albums Collection (9 CDs)

### Singles
| Jahr | Titel Album                                                  | Höchstplatzierung, Gesamtwochen, AuszeichnungChartplatzierungen (Jahr, Titel, Album, Platzierungen, Wochen, Auszeichnungen, Anmerkungen) | Höchstplatzierung, Gesamtwochen, AuszeichnungChartplatzierungen (Jahr, Titel, Album, Platzierungen, Wochen, Auszeichnungen, Anmerkungen) | Höchstplatzierung, Gesamtwochen, AuszeichnungChartplatzierungen (Jahr, Titel, Album, Platzierungen, Wochen, Auszeichnungen, Anmerkungen) | Höchstplatzierung, Gesamtwochen, AuszeichnungChartplatzierungen (Jahr, Titel, Album, Platzierungen, Wochen, Auszeichnungen, Anmerkungen) | Anmerkungen                                           | [↑]: gemeinsam behandelt mit vorhergehendem Eintrag; [←]: in beiden Charts platziert |
| Jahr | Titel Album                                                  | DE | AT | UK | Dance | Anmerkungen                                           |                                                                                      |
| ---- | ------------------------------------------------------------ | --- | --- | --- | --- | ----------------------------------------------------- | ------------------------------------------------------------------------------------ |
| 1978 | What a Waste! Do It Yourself                                 | — | — | UK9 (12 Wo.)UK | — |                                                       |                                                                                      |
| 1978 | Hit Me with Your Rhythm Stick Do It Yourself                 | DE22 (10 Wo.)DE | AT12 (12 Wo.)AT | UK1 Gold · (15 Wo.)UK | Dance79 (6 Wo.)Dance | mit The Blockheads                                    |                                                                                      |
| 1979 | Reasons to Be Cheerful (Part 3) Do It Yourself               | — | — | UK3 Silber · (8 Wo.)UK[Dance: ↑] | Dance79 (6 Wo.)Dance | mit The Blockheads                                    |                                                                                      |
| 1980 | I Want to Be Straight Do It Yourself                         | — | — | UK22 (7 Wo.)UK | — | mit The Blockheads                                    |                                                                                      |
| 1980 | Superman’s Big Sister Laughter                               | — | — | UK51 (3 Wo.)UK | — | mit The Blockheads                                    |                                                                                      |
| 1981 | Spasticus (Autisticus) / Trust Is a Must Lord Upminster      | — | — | — | Dance32 (12 Wo.)Dance |                                                       |                                                                                      |
| 1983 | Really Glad You Came 4,000 Weeks’ Holiday                    | — | — | UK98 (1 Wo.)UK | — |                                                       |                                                                                      |
| 1985 | Hit Me with Your Rhythm Stick (Remixed by Paul Hardcastle) – | — | — | UK55 (4 Wo.)UK | — | mit The Blockheads, Remix: Paul Hardcastle            |                                                                                      |
| 1985 | Profoundly in Love with Pandora –                            | — | — | UK45 (5 Wo.)UK | — |                                                       |                                                                                      |
| 1991 | Hit Me with Your Rhythm Stick ’91 (The Flying Remix) –       | — | — | UK73 (1 Wo.)UK | — | mit The Blockheads, Remix: Dean Thatcher, Jagz Kooner |                                                                                      |
| 2000 | Drip Fed Fred –                                              | — | — | UK55 (2 Wo.)UK | — | Madness feat. Ian Dury                                |                                                                                      |

Weitere Singles
| - 1977: Sex and Drugs and Rock and Roll - 1977: Sweet Gene Vincent (mit The Blockheads) - 1978: Wake Up and Make Love with Me - 1981: Funky Disco (Pops) - 1984: Reasons to Be Cheerful (Remixed by Paul Hardcastle) - 1984: Very Personal (mit The Music Students) - 1986: Average (Box of Frogs feat. Ian Dury) - 1988: Burning Beds Salsa (mit Pia Frankenberg, Titellied aus dem Film Brennende Betten) - 1989: Apples / Byline Browne - 1991: Inbetweenies (mit The Blockheads) - 1991: Billericay Dickie (mit The Blockheads) | - 1992: Poo-Poo in the Prawn - 1997: Itinerant Child (mit The Blockheads) - 1998: Mash It Up Harry (mit The Blockheads) - 1998: Bed ’o’ Roses Nº 9 (mit The Blockheads) - 1999: Y2K the Bug Is Coming (mit Jim’s Super Stereoworld und Fuzz Townshend) - 1999: Sex&Drugs&Rock’n’Roll (Klubbheads Remix) (mit The Blockheads, Remix: Klubbheads) - 2002: One Love - 2002: Dance Little Rude Boy - 2008: The Stiff Singles / The Promo Videos / The Peel Session (Box mit 8 Single-CDs + 1 DVD) |

### Tributalben
- 2001: Brand New Boots and Panties (East Central One, Ltd. – mit Sinéad O’Connor, Robbie Williams, Paul McCartney und anderen)

### Videoalben
- 2003: Hold On to Your Structure – Live at the Hammersmith Odeon
- 2012: Live at Rockpalast 1978